# Jacobus Josephus Eeckhout

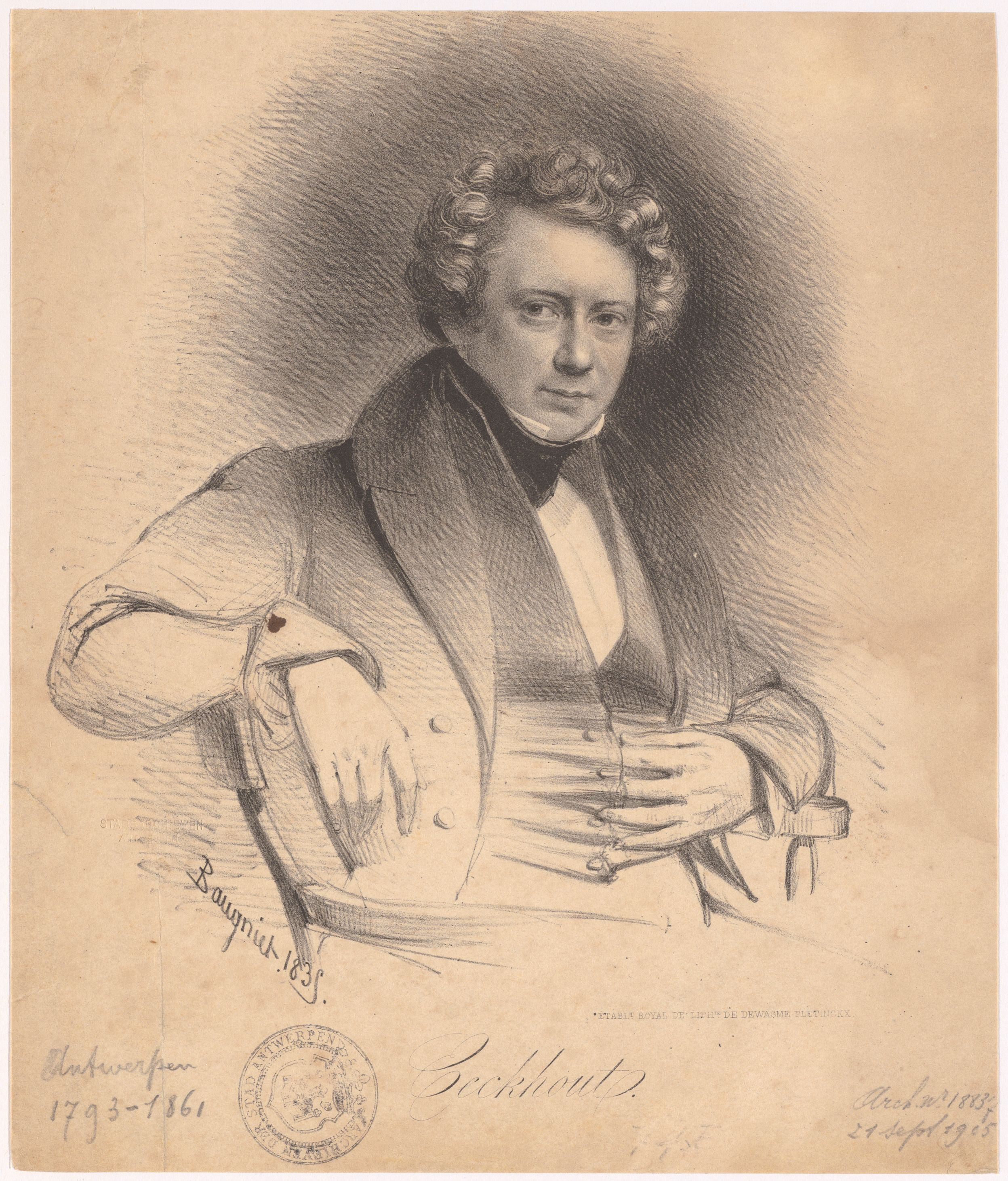
Portret van Jacobus Josephus Eeckhout door Antoine Dewasme-Plétinckx

Jacobus Josephus Eeckhout (Antwerpen, 2 juni 1793 - Parijs, 25 december 1861) was een Belgisch kunstschilder.
Eeckhout studeerde aan de Koninklijke Academie voor Schone Kunsten van Antwerpen, waar hij zich naast schilderen ook bekwaamde in het beeldhouwen. Eeckhout gaf de voorkeur aan schilderen, en vervaardigde vooral historische taferelen, genrestukken en portretten. In 1829 werd hij lid van de kunstacademies van Amsterdam, Antwerpen, Den Haag, Brussel en Rotterdam. In 1831 verhuisde hij naar Den Haag, waar hij in september 1839 als opvolger van Bartholomeus Johannes van Hove directeur (eerste hoofdonderwijzer) werd van de Haagsche Teeken-Akademie, later de Koninklijke Academie van Beeldende Kunsten. In augustus 1844 werd hij in die functie opgevolgd door Jacobus Everardus Josephus van den Berg. 
In 1844 keerde Eeckhout terug naar België en in 1859 verhuisde hij naar Parijs, waar hij in 1861 overleed.
Op veel van de werken van Eeckhout wordt het Scheveningse vissersleven afgebeeld. Hij schilderde vaak levendige taferelen met levendige kleuren. Zijn werken zijn te zien in verschillende musea, waaronder het Teylers Museum.

## Galerij

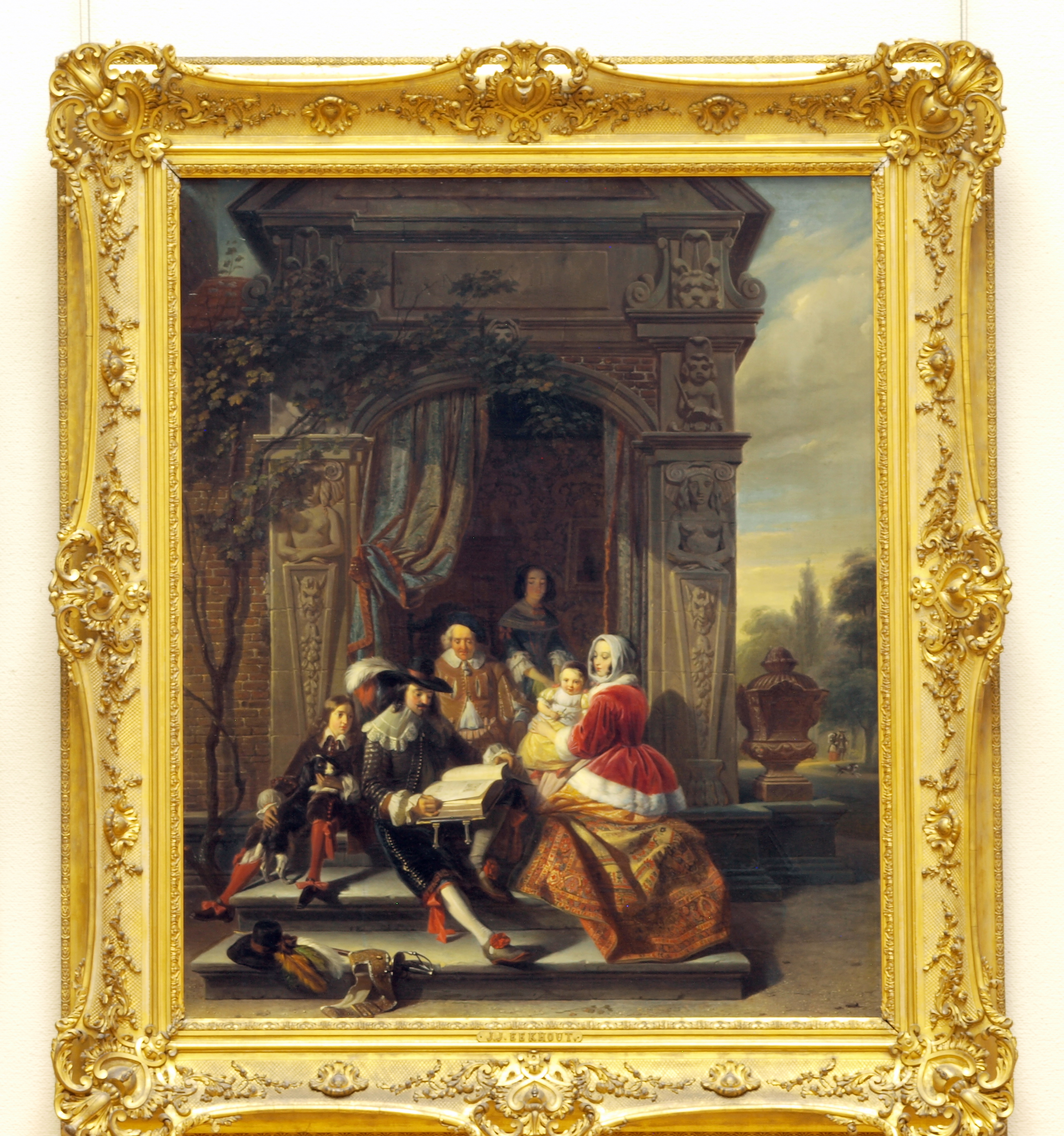
De Voorlezing, 1838, Teylers Museum, Haarlem
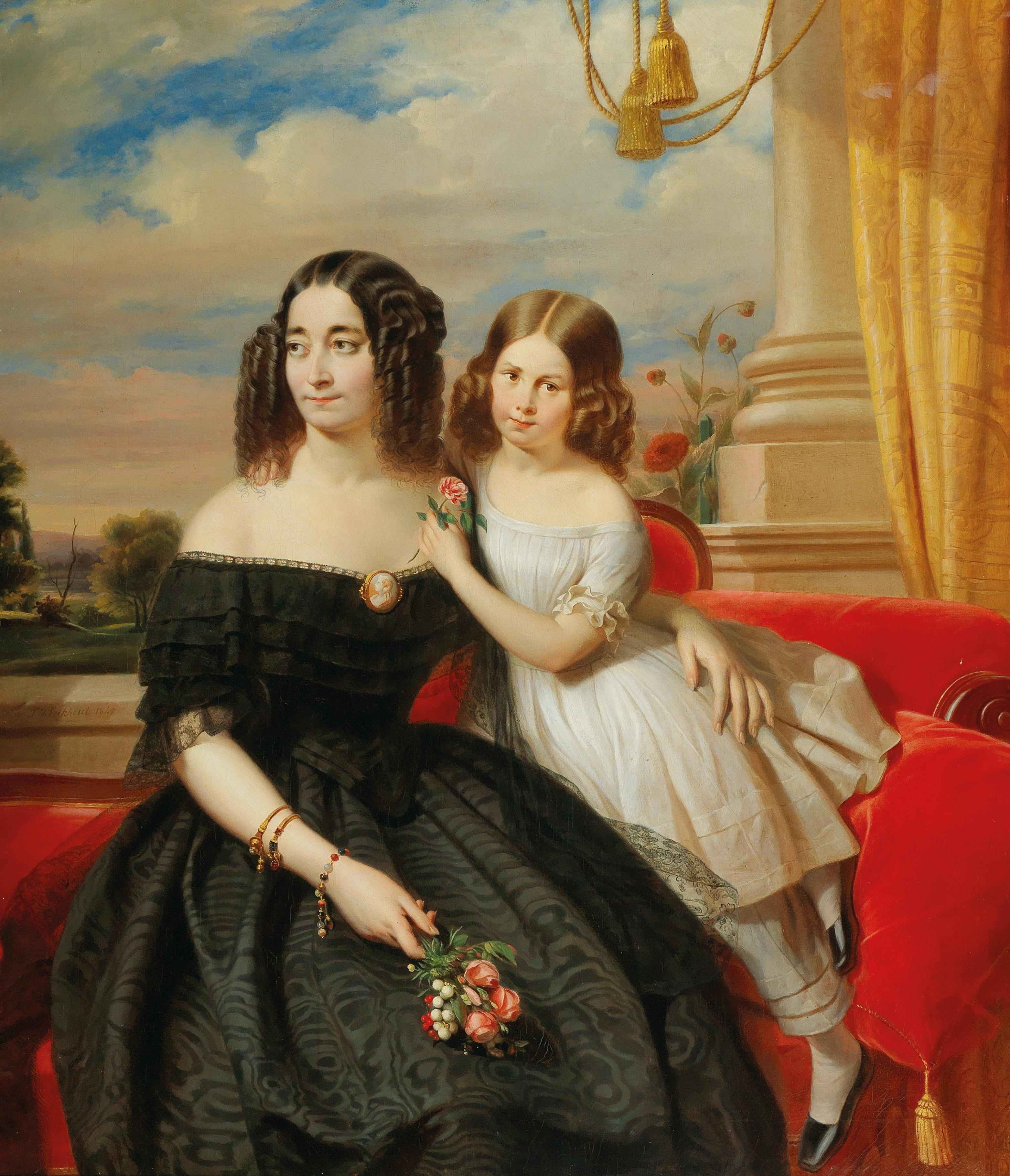
Madame Chesnaye en haar dochter (1845)
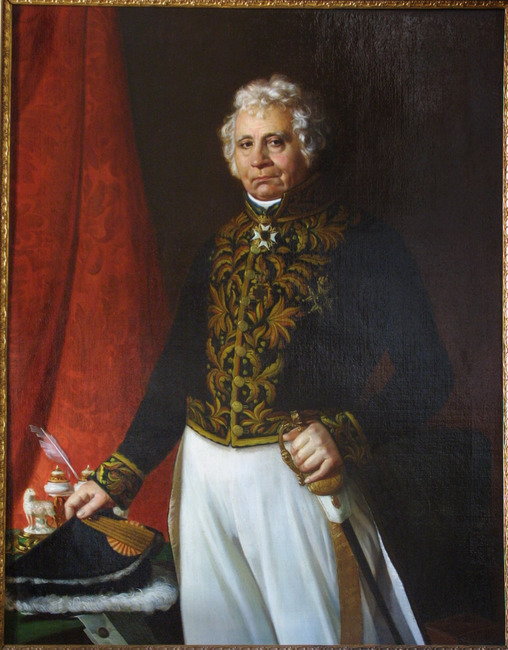
Portret van Hendrik Nierstrasz (1845)
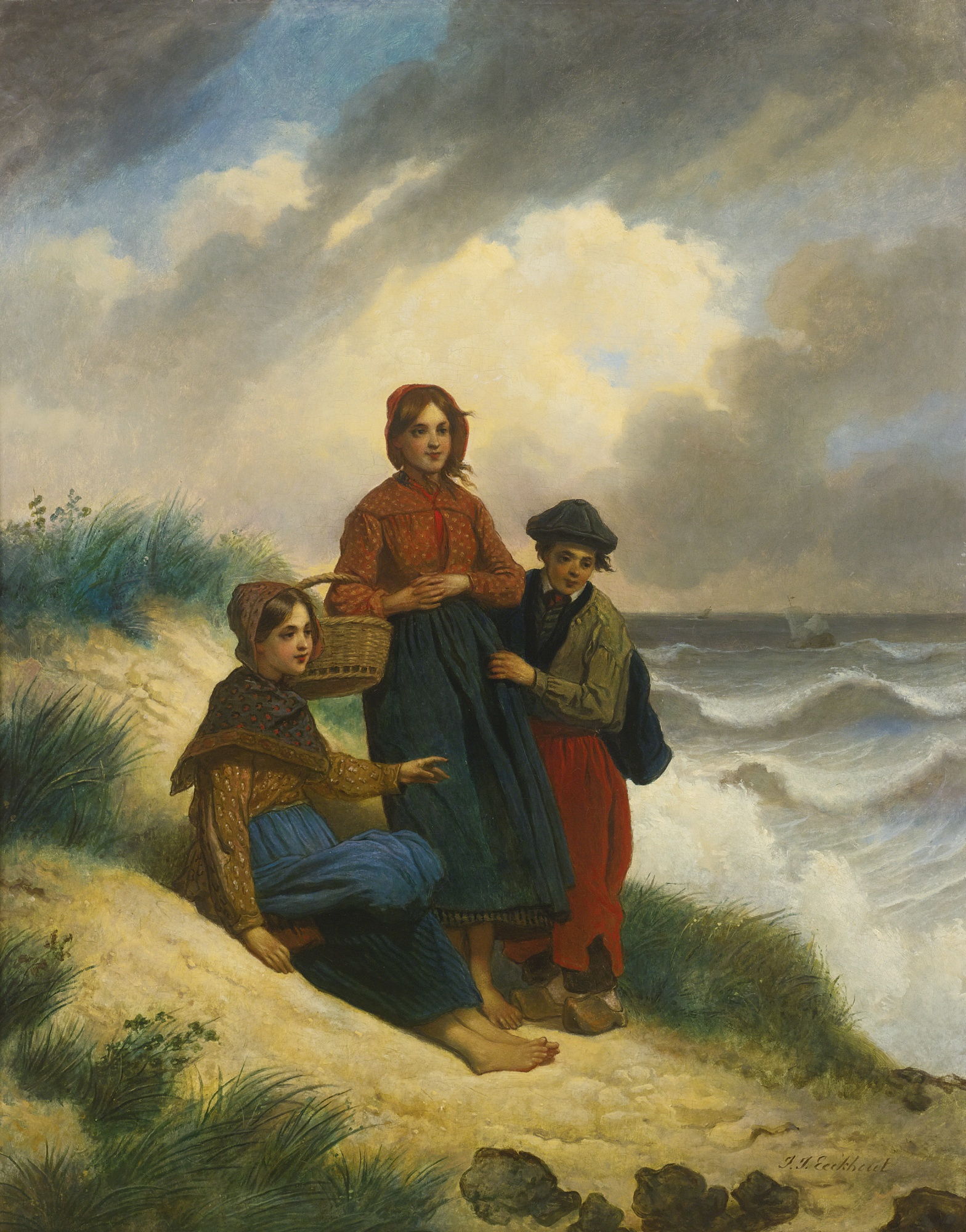
Wachten op de terugkeer van de visser (1859)

- Bibliothèque nationale de France: cb14966703x (data)
- Biografisch Portaal: 60933432
- Gemeinsame Normdatei: 11749707X
- International Standard Name Identifier: 0000 0000 7846 2222
- Library of Congress Control Number: no2010080543
- Nederlandse Thesaurus van Auteursnamen: 070017956
- RKD-Nederlands Instituut voor Kunstgeschiedenis: 25550
- Union List of Artist Names: 500012940
- Virtual International Authority File: 51961494
- WorldCat: E39PBJr3qBVQwFrxmvTkvXvj4q